# هاري كوربيت (ملاكم)
هاري كوربيت (بالإنجليزية: Harry Corbett)‏ مواليد 13 يناير 1904 في لندن - الوفاة 06 مايو 1957 في لندن، كان ملاكم محترف بريطاني صنّف ضمن فئة وزن الديك.

## إحصائيات
خاض خلال مسيرته 226 نزالا، فاز في 146 وتعادل في 24 وخسر في 53. فاز بالضربة القاضية في 51 نزالا.

## روابط خارجية
- هاري كوربيت على موقع بوكس ريك (الإنجليزية) (registration required)